# Jaime Staples
James „Jaime“ Staples (* 27. Mai 1991 in Calgary, Alberta) ist ein professioneller kanadischer Pokerspieler.

## Persönliches
Staples stammt aus Lethbridge und begann dort ein Studium an der University of Lethbridge, das er jedoch für eine angestrebte Golfkarriere abbrach. 2017 zog er mit seiner Freundin nach Europa und lebte nacheinander in Split, Bukarest, auf Malta und in Harrogate. Staples ist seit November 2018 verlobt.
Im März 2017 ging Staples gemeinsam mit seinem Bruder Matthew eine Wette mit dem Multi-Millionär Bill Perkins ein. Um die Wette zu gewinnen, mussten sie es innerhalb eines Jahres schaffen, bei ihrem Körpergewicht auf eine Differenz von weniger als einem Kilogramm zu kommen. Bei Abschluss der Wette wog Jaime Staples rund 140 kg, sein Bruder Matthew dagegen lediglich 60 kg. In der Folge engagierten die Brüder Mike Vacanti als Fitnesstrainer und posteten regelmäßig Updates unter dem Hashtag UltimateSweat. Beim offiziellen Wiegen am 27. März 2018 wiesen beide das exakt gleiche Gewicht auf und machten somit aus einem Wetteinsatz von nur 3000 US-Dollar einen Gewinn von 150.000 US-Dollar.

## Pokerkarriere
Staples begann unter dem Nickname jaimestaples auf dem Onlinepokerraum PokerStars um Spielgeld zu spielen. Im Juni 2013 war er bei der World Series of Poker (WSOP) im Rio All-Suite Hotel and Casino am Las Vegas Strip erfolgreich und kam beim Millionaire Maker ins Geld. Seit Oktober 2014 spielt er professionell Poker und begann, seine Turniere auf dem Videoportal Twitch zu streamen. Inzwischen hat Staples dort über 150.000 Follower. Aufgrund einiger hochdotierter Online-Turniersiege sowie seinem Status auf Twitch wurde Staples im April 2015 als Friend of PokerStars ins Team PokerStars aufgenommen. Anschließend war er bis Februar 2019 Teil des Team Pro Online auf PokerStars. Ende Februar 2018 wurde er bei den American Poker Awards in Los Angeles als Poker Streamer of the Year 2017 ausgezeichnet. Seit März 2019 ist Staples Markenbotschafter von partypoker.
Mitte Februar 2016 erreichte Staples beim Main Event der European Poker Tour die Geldränge und belegte in Dublin von 605 Spielern den 43. Platz für rund 11.000 Euro. Bei der WSOP 2016 kam er einmal ins Geld und landete beim Colossus, dem größten Turnier der Serie, auf dem 1936. Platz für mehr als 1000 US-Dollar. Mitte Januar 2017 erreichte Staples auch bei der ersten Austragung der PokerStars Championship (PSC) die Geldränge und belegte im Main Event auf den Bahamas den 27. Platz für ein Preisgeld von 19.000 US-Dollar. Bei der PSC Barcelona Ende August 2017 gewann Staples ein Turboturnier der Variante Pot Limit Omaha und damit sein erstes Live-Turnier sowie eine Siegprämie von über 20.000 Euro.
Insgesamt hat sich Staples mit Poker bei Live-Turnieren mehr als 100.000 US-Dollar und online über 1,5 Millionen US-Dollar erspielt.